# Werner Fuetterer
Werner Fuetterer (Stralsund, 10 de janeiro de 1907 – Benidorm, 7 de fevereiro de 1991) foi um ator alemão, ativo entre as décadas de 1920 e 1970.

## Filmografia selecionada
- 1925: Flygande Holländaren
- 1926: Die Brüder Schellenberg
- 1926: Die Abenteuer eines Zehnmarkscheines
- 1960: Ein Student ging vorbei
- 1960: Liebling der Götter
- 1960: Das hab ich in Paris gelernt
- 1967: Mister Dynamit – Morgen küßt Euch der Tod
- 1976: Die Standarte